# Yuri Bezmenov
Yuri Alexandrovich Bezmenov (ru. Юрий Безменов) ou Tomas David Schuman,  (Mitischi, União Soviética, 1939 – Windsor, Canadá, 1993) foi um jornalista da RIA Novosti e ex-informante da PGU KGB, que desertou para o Canadá.
Após assumir funções na Índia, Bezmenov passou a admirar o povo indiano e sua cultura. Ao mesmo tempo, começou a ressentir-se com a opressão da KGB contra intelectuais que discordavam das políticas de Moscou, decidindo deserdar para o Ocidente. É lembrado por suas palestras e livros anticomunistas e pró-EUA da década de 1980.

## Biografia
Bezmenov nasceu em 1939, em Mitischi no Oblast de Moscou. Seu pai era um alto oficial do Exército Vermelho. Estudou em uma escola de elite da União Soviética e tornou-se um especialista em cultura e línguas indianas. Aos 17, ingressou no Instituto de Línguas Orientais, integrante da Universidade Estatal de Moscou, então sob o administração direta do Comitê Central do Partido Comunista da União Soviética. Além de idiomas, estudou história, literatura e música. No segundo ano, experimentou adotar a aparência típica de um indiano, o que foi encorajado por seus professores, uma vez que os  formandos de sua escola eram empregados como diplomatas, jornalistas no exterior ou espiões.
Obrigatoriamente, como todo o estudante soviético, recebeu treinamento militar onde aprendeu estratégias de "jogos de guerra", usando mapas de vários países, e métodos para interrogar prisioneiros de guerra.

## KGB
Depois de se formar em 1963, passou dois anos na Índia trabalhando como tradutor e diretor de relações públicas no grupo soviético de ajuda econômica que instalava refinarias no país.
Em 1965, foi chamado a Moscou e começou a trabalhar para a RIA Novosti como aprendiz no departamento confidencial de "publicações políticas" (GRPP). Logo descobriu que cerca de três quartos dos funcionários da RIA Novosti eram, na realidade, agentes da KGB, com os restantes sendo "cooptados", escritores que trabalhavam como freelancers para a KGB e informantes como ele próprio. No entanto, não escreveu nada real. Em vez disso, editou e plantou materiais de propaganda política nos meios de comunicação de outros países e acompanhou delegações estrangeiras de convidados da RIA Novosti a passeios e conferências realizadas na União Soviética.
Em geral, estas delegações eram formadas por jornalistas, intelectuais e professores universitários que a URSS desejava usar como agentes de influência e divulgadores da sua propaganda ideológica. Nestes passeios uma de suas funções era distrair a atenção dos visitantes impedindo-os de perceber a realidade do país. Um dos meios usados para conseguir isto era levar os visitantes a ingerirem bebidas alcoólicas em excesso. Outra forma era conduzi-los a visitas previamente encenadas a locais "maquiados" para parecerem aceitáveis pelos padrões ocidentais (creches, escolas, etc.). Definiu a doutrinação política pela qual estas pessoas passavam como "lavagem cerebral".
Depois de vários meses, foi forçado a ser um informante, mantendo seu posto na RIA Novosti. Seu trabalho como jornalista no exterior era reunir informação e disseminar contrainformação para propósitos de propaganda e subversão (ver: Medidas ativas).

## Índia
Após uma rápida promoção, foi mais uma vez designado para a Índia em 1969, desta vez como correspondente oficial soviético e agente de relações públicas da KGB. Continuou realizando propaganda da RIA Novosti, em Nova Deli, trabalhando fora da embaixada soviética. Foi orientado a estabelecer a esfera de influência soviética na Índia de forma lenta e segura. No mesmo ano, uma diretiva secreta do Comitê Central abriu um novo departamento secreto nas embaixadas soviéticas em todo o mundo, o "grupo de pesquisa e contra propaganda." Tornou-se um vice-diretor neste departamento, que colhia, de informantes locais e agentes, informações sobre políticos e cidadãos influentes da Índia.
Aqueles que colaboravam para a política expansionista soviética na Índia foram elevados a cargos importantes, influentes e de prestígio através de operações da KGB/RIA Novosti. Aqueles que recusavam-se a cooperar com os planos soviéticos eram alvo de campanhas difamatórias através da mídia.
Também afirmou que foi instruído a não perder tempo com os esquerdistas idealistas e sinceros (chamados por ele de "prostitutas políticas" e "idiotas úteis"), uma vez que estes tornavam-se perigosos ao perceberem a verdadeira natureza do comunismo soviético. Para sua surpresa, descobriu que muitos destes eram listados para eliminação, assim que os soviéticos tomavam o controle. Em vez disso, foi orientado a recrutar celebridades, indivíduos da mídia conservadora, cineastas ricos, intelectuais em círculos acadêmicos e pessoas inescrupulosas, egocêntricas e sem princípios morais.
Durante esse período, cada vez mais compreendendo o sistema soviético como insidioso e cruel, começou a planejar cuidadosamente sua deserção.

## Deserção para o Ocidente
Em Fevereiro de 1970, estudou a contracultura, disfarçou-se de hippie, juntou-se a um grupo de turistas e fugiu para a Grécia. Após entrar em contato com a embaixada dos Estados Unidos, em Atenas, e ser longamente interrogado pelo serviço de inteligência Americano, recebeu asilo político no Canadá.
Numa entrevista concedida a G. Edward Griffin, detalhou como os soviéticos ajudaram a incitar ódio e revolta no Paquistão Oriental (atual Bangladesh) sendo esta a gota d'água em sua decisão pessoal a deserdar para o Ocidente. Nesta entrevista, detalhou como os consulados da URSS na Índia eram usados para contrabandear armas e material de propaganda para Bangladesh, num grande esforço soviético para subverter o país.
Depois de estudar ciência política na Universidade de Toronto por dois anos, e ter vários empregos, foi contratado pela Canadian Broadcasting Corporation, em 1972, usando o pseudônimo Tomas David Schuman. Trabalhava no serviço internacional da CBC transmitindo para a União Soviética. Numa das transmissões, sua voz foi reconhecida pela KGB que monitorava as transmissões radiofônicas da CBC. Em 1976, pressões diplomáticas da URSS causaram sua demissão e passou então a trabalhar como jornalista freelancer. Mais tarde, tornou-se consultor para o Almanac Panorama da World Information Network (WIN).

## Conferencista, escritor
Através de livros, palestras e entrevistas, buscou alertar o público ocidental sobre as estratégias de subversão ideológica empregadas pela URSS. Em suas palestras declarou:
| “ | (…) Subversão, na terminologia soviética, significa sempre uma atividade distratora e agressiva, visando destruir o país, nação ou área geográfica do seu inimigo. (…) Esta atividade é aberta, legítima e facilmente observável se você se der ao tempo e trabalho de observá-la. (…) A estrutura de poder soviética lembra um triângulo. (…) não é um triângulo amoroso, mas de ódio (…) o partido fica no topo, a KGB e os militares, supostamente seus servidores, ficam na base. | ” |

Criticava duramente a mídia, empresários, governos e serviços de inteligência ocidentais. Acusava a mídia de covardia e omissão por não divulgar a realidade dos países comunistas. Empresários, governos e serviços de inteligência eram acusados de dar apoio econômico e político ao comunismo internacional e de não tomarem medidas efetivas para impedir a implantação de regimes comunistas pelo mundo.
Afirmou que expressões comumente usadas pela mídia ocidental como: "Nações Unidas," "movimento de libertação nacional" e "assistência médica gratuita" são criações de especialistas em propaganda soviéticos. A ONU era acusada, por ele, de não representar de fato grupos ou interesses nacionais e de ser incapaz de solucionar conflitos militares. E, que os "movimentos de libertação nacional" são, na realidade, antinacionalistas e antipatriotas pois a maioria de seus líderes não tem laços étnicos com os grupos "liderados" e são treinados e pagos pela URSS à qual obedecem.
Estatísticas, não oficiais, apresentadas por ele, indicam que 85% da atividade da KGB concentrava-se em subversão e apenas 15% em espionagem. Revelou os métodos que os subversores soviéticos usavam para infiltrarem-se nos meios empresarial, artístico, cultural, acadêmico, sindicatos, igrejas, universidade e mídia do ocidente.
O processo de subversão da sociedade do país alvo, é necessário para manipular cultural e psicologicamente as massas de forma a facilitar a implantação de regimes revolucionários. Este processo, descrito por ele, é dividido em quatro fases que são: "desmoralização", "desestabilização", "crise", "normalização".
| Fase             | Tempo necessário | Alvos e/ou consequências |
| ---------------- | --- | --- |
| Desmoralização   | 15-20 anos (tempo necessário para educar uma geração com "princípios revolucionários", opostos aos princípios morais tradicionais, gerando uma inversão de valores).                                   | Religião, educação, cultura, comunicação social, lei e ordem, relações sociais, segurança, política interna/externa, família, saúde, etc.                                     |
| Desestabilização | 2-5 anos (período necessário para solapar as estruturas política, econômica e social). | Luta pelo poder, economia, estrutura social e lei, política externa. |
| Crise            | 2-6 meses (momento de precipitar uma crise generalizada, incitando desordem, pânico e radicalismo, apresentando como solução para a sociedade um "governo forte" ou uma alternativa "revolucionária"). | Guerra civil, intervenção estrangeira, golpe de estado pelos agentes da subversão.                                                                                            |
| Normalização     | Em teoria, seria permanente. | Neste momento, a "nova ordem" é imposta e, os agentes empregados nas fases anteriores (os "idiotas úteis") são descartados. Na maioria dos casos, são eliminados fisicamente. |

A cada fase completada com êxito, torna-se mais difícil reverter o processo de subversão.
Durante a 3.ª fase ("crise"), na tentativa de deter o processo, grupos utilizados durante o processo de subversão (idiotas úteis) tendem a promover revoluções e/ou golpes de estado. Muitas vezes resultando em guerras civis e guerrilhas.
Na 4.ª fase ("normalização"), o novo regime busca estabilizar a sociedade. Os "idiotas úteis", que cumpriram seu papel nas fases anteriores, tornam-se desnecessários e são descartados, pois são considerados um empecilho ao processo de "normalização". Bezmenov citava recorrentemente como "idiotas úteis" os grupos mais variados: artistas, jornalistas, professores, ativistas de movimentos sociais (feministas, homossexuais, defensores de direitos humanos, etc.), políticos, empresários, líderes de seitas e tantos outros. Uns, colaboram de forma ativa e consciente, outros sofrem manipulações e atuam apenas como massa de manobra. Também citava, como exemplos de "idiotas úteis", os líderes revolucionários Nur Mohammad Taraki e Hafizullah Amin do Afeganistão e Sheikh Mujibur Rahman de Bangladesh, que depois de chegarem ao poder, foram assassinados pelos próprios marxistas-leninistas.
Yuri Bezmenov, em suas palestras e escritos, frequentemente destacou que a forma eficaz de neutralizar a subversão ideológica promovida por forças adversas era um retorno aos valores religiosos teístas. Ele enfatizou a importância do Cristianismo, especialmente o Catolicismo, como baluartes na defesa contra a manipulação ideológica e a desmoralização da sociedade. Para Bezmenov, a solidez moral e ética derivada dessas tradições religiosas fornecia uma base sólida para resistir às tentativas de subversão, promovendo uma sociedade estável e resiliente.
Em 1984, concedeu uma entrevista a G.E. Griffin, que na época era membro do grupo anticomunista John Birch Society. Na ocasião, explicou os métodos usados pela KGB para a subversão gradual do sistema político dos Estados Unidos.
Sob o pseudônimo de Tomas David Schuman, escreveu o livro Love Letter to America (Carta de Amor para a América). A biografia do autor afirma:
| “ | Como um Winston Smith da vida real, diretamente de 1984 de George Orwell. | ” |

Tomas David Schuman era associado ao World Information Network de Westlake Village (Califórnia).
Em 1 de Setembro de 1983, a Força Aérea Soviética abateu um avião de passageiros da Korean Air Lines (Voo KAL 007). Neste ano, durante uma palestra em Los Angeles, Yuri Bezmenov afirmou que "não ficaria surpreso" se a União Soviética tivesse abatido o Voo KAL 007, para eliminar o passageiro Larry McDonald, membro da Câmara dos Representantes dos Estados Unidos.
A morte de Bezmenov foi relatada em 1993, mas seu certificado de morte foi descrito como "vago e suspeito", com detalhes pouco claros. Isto conduziu às sugestões de que se tratava de uma morte fingida.